# Predator: Killer of Killers
Predator: Killer of Killers är en amerikansk animerad thriller- och actionfilm som hade premiär på Disney+ den 6 juni 2025. Filmen är regisserad av Dan Trachtenberg och Joshua Wassung, efter ett manus skrivet av Trachtenberg och Micho Robert Rutare.

## Handling
Filmen handlar om tre av de mest fruktade krigarna i mänsklighetens historia: en vikingarövare som vägleder sin unge son på ett blodigt hämnduppdrag, en ninja i det feodala Japan som vänder sig mot sin samurajbror, och en stridspilot från andra världskriget som undersöker ett övernaturligt hot mot de allierade. Men även om alla dessa krigare är dödliga på sitt eget sätt, är de bara byte för sin nya motståndare, den ultimata mördaren av mördare.

## Rollista (i urval)
- Lindsay LaVanchy
- Louis Ozawa Changchien
- Rick Gonzalez
- Michael Biehn